# Cot Teping Bening
Cot Teping Bening är en kulle i Indonesien.   Den ligger i provinsen Aceh, i den västra delen av landet, 1 800 km nordväst om huvudstaden Jakarta. Toppen på Cot Teping Bening är 129 meter över havet. Cot Teping Bening ligger på ön Pulau We.
Terrängen runt Cot Teping Bening är platt åt sydost, men åt nordväst är den kuperad. Havet är nära Cot Teping Bening österut.  Närmaste större samhälle är Sabang, 8,3 km nordväst om Cot Teping Bening. 